# Anastassia Liapouchkina
Anastassia Andreïevna Liapouchkina (en russe : Анастасия Андреевна Ляпушкина) est une joueuse de volley-ball russe née le 8 avril 1992 à Almetievsk (Tatarstan). Elle mesure 1,82 m et joue au poste de passeuse. Elle totalise 15 sélections en équipe de Russie.

## Clubs
| Club               | De        | À         |
| ------------------ | --------- | --------- |
| Loutch Moscou      | 2009-2010 | 2010-2011 |
| Nadejda Serpoukhov | 2011-2012 | 2011-2012 |
| Khara Morin        | 2012-2013 | 2013-2014 |
| Indesit Lipetsk    | 2014-2015 | 2014-2015 |
| VK Politekh Koursk | 2015-2016 | …         |